# علامة صمت

علامات الصمت في التدوين الموسيقي وهي علامات تساوي في القيمة الزمنية نفس قيمة العلامات الزمنية الموسيقية وتستخدم للسكوت بنفس القيمة الزمنية المعادلة لها.
فعلى سبيل المثال إذا استخدمت علامة موسيقية مثل النوار فانك من الممكن ان تستخدم علامه أخرى تساوي نفس القيمة الزمنية لها ولكن بالسكوت.
ملحوظه : الموسيقي موجوده حتي بالصمت فاننا نشعر بها وليس الصمت هو انتهاء الموسيقي ولكن للتأثير النفسي بين مناخ نفسي وآخر حيث تستخدم للربط بين الأحداث الموسيقية بعضها البعض.